# La Loi du silence
Pour les articles homonymes, voir Omerta.
Cet article concerne le film d'Alfred Hitchcock. Pour la chanson interprétée par Johnny Hallyday, voir La Loi du silence (chanson).
Pour plus de détails, voir Fiche technique et Distribution.
La Loi du silence (I Confess) est un film américain réalisé par Alfred Hitchcock, sorti en 1953. Le film, dans ses prises de vue extérieures, fut entièrement tourné dans la ville de Québec.

## Synopsis
À Québec, un homme revêtu d'une soutane, Otto Keller, assassine l'avocat Villette pour de l'argent et se confesse peu de temps après au père Marcel Logan, lui avouant son meurtre. Ce prêtre, tenu par le secret de la confession, voit tous les soupçons se porter peu à peu sur lui. En effet, des témoins affirment avoir vu un homme en soutane et l'enquêteur découvre un mobile au meurtre : Villette faisait chanter une certaine Mme Grandfort à propos d'une éventuelle liaison amoureuse avec le père Logan, avant qu'il ne devienne prêtre.

## Fiche technique
- Titre original: I Confess
- Titre : La Loi du silence
- Réalisation : Alfred Hitchcock, assisté de Don Alvarado
- Scénario : George Tabori et William Archibald d'après la pièce de théâtre en 3 actes Nos deux consciences du journaliste Paul Anthelme, créée le 15 novembre 1902 au Théâtre de la Porte Saint-Martin, à Paris
- Production : Alfred Hitchcock
- Musique originale : Dimitri Tiomkin
- Montage : Rudi Fehr
- Pays de production :  États-Unis
- Société de production : Transatlantic Pictures
- Société de distribution : Warner Bros. Pictures
- Langue originale : anglais américain
- Format : noir et blanc
- Genre : policier, suspense
- Durée : 95 min
- Dates de sortie :
  - Canada (Québec) : 12 février 1953
  - États-Unis : 22 mars 1953
  - France : 24 juin 1953
- Box Office : Festival du Grand Prize pour Alfred Hitchcock en 1953
- Affiches : René Péron, Jean-Claude Trambouze, Jouineau Bourduge (France)

## Distribution

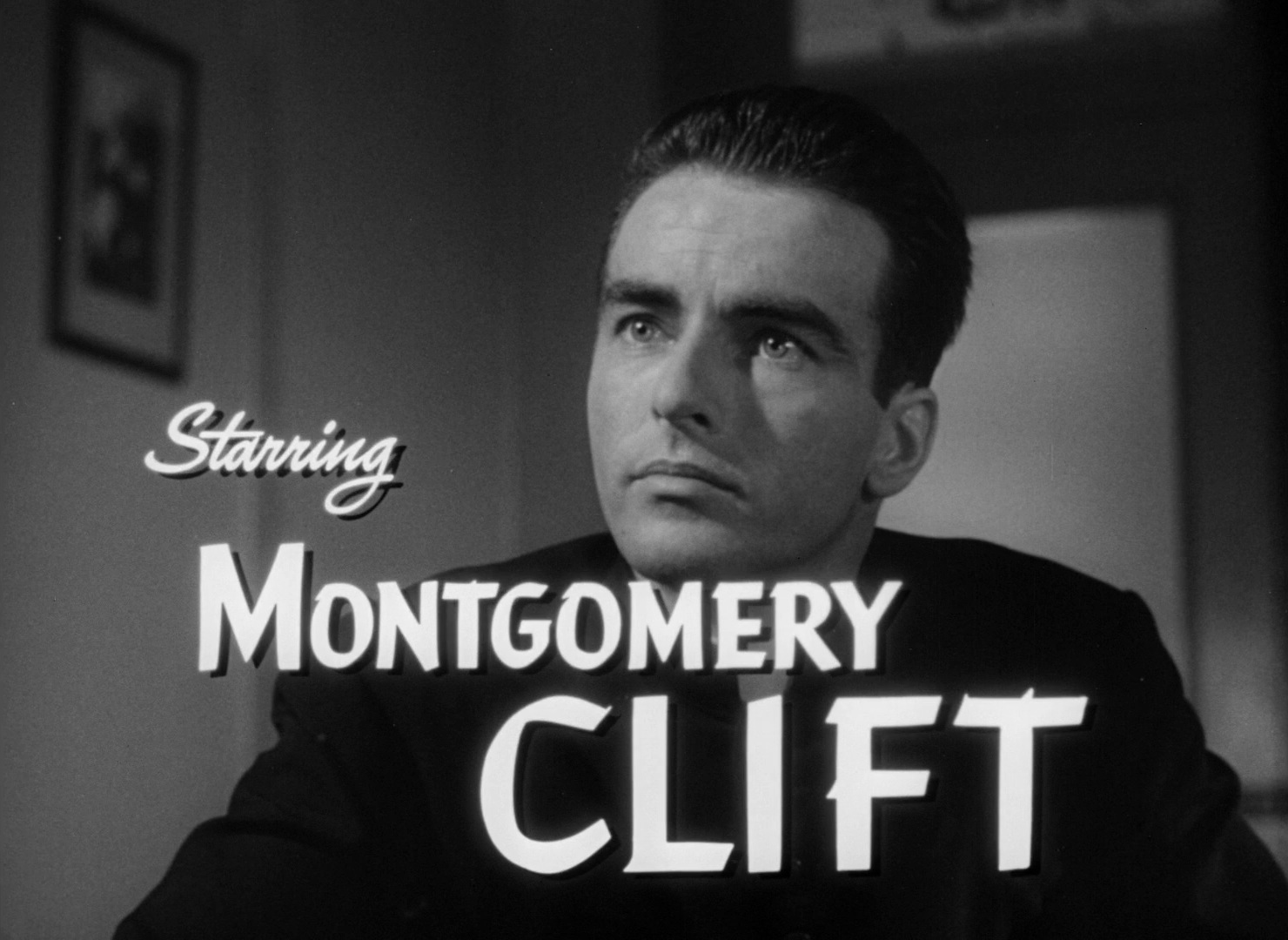
Montgomery Clift.

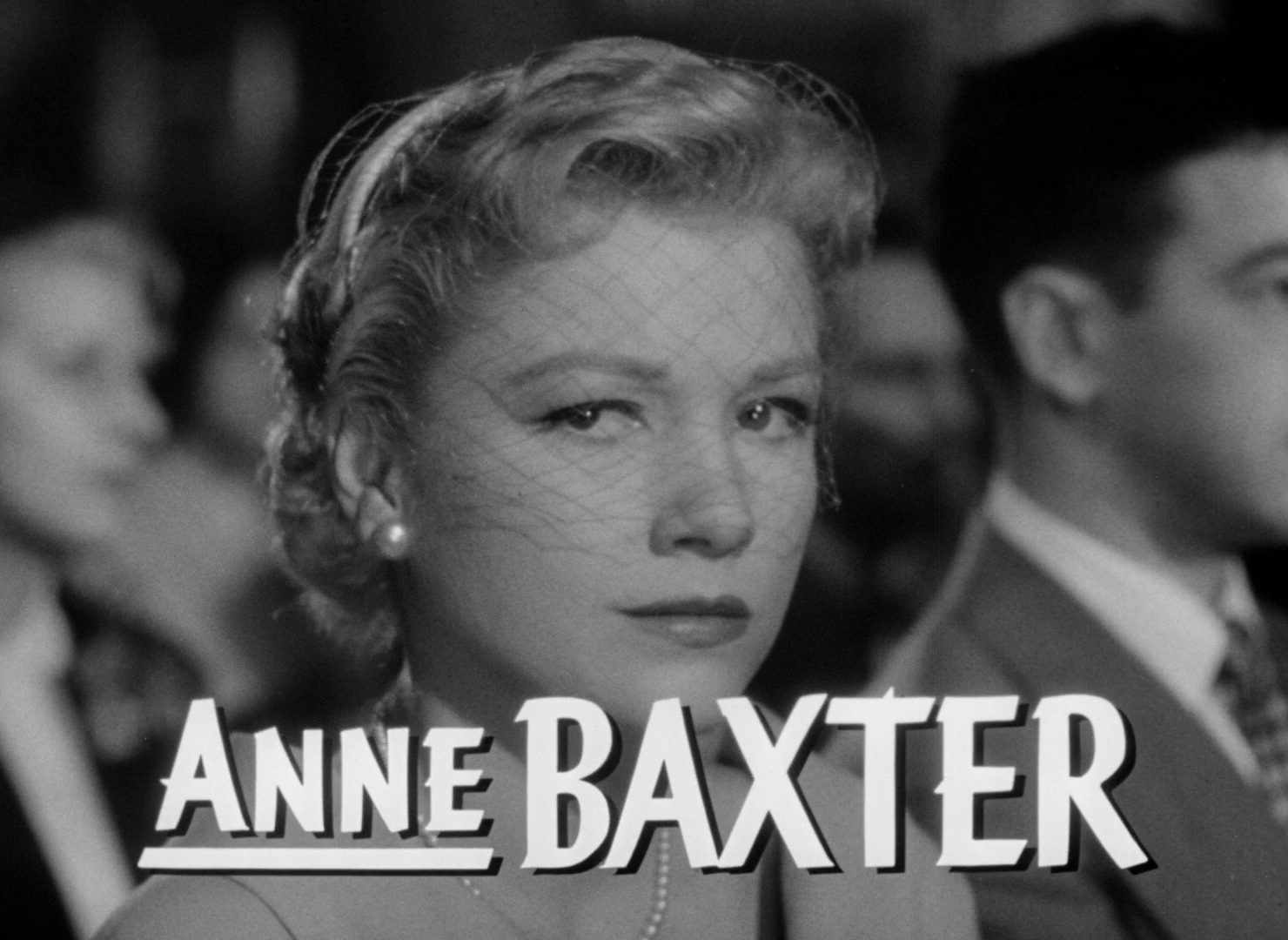
Anne Baxter.

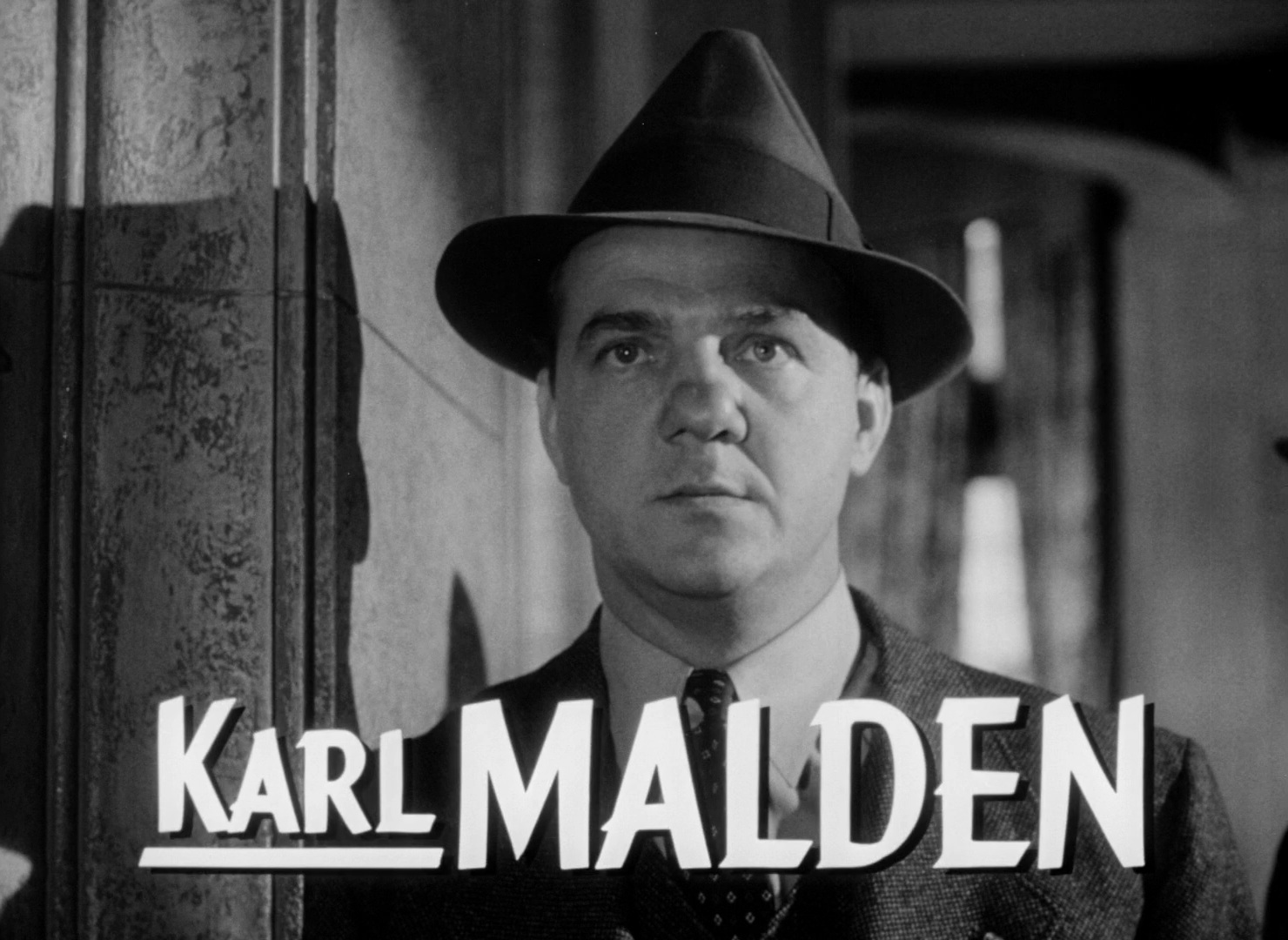
Karl Malden.

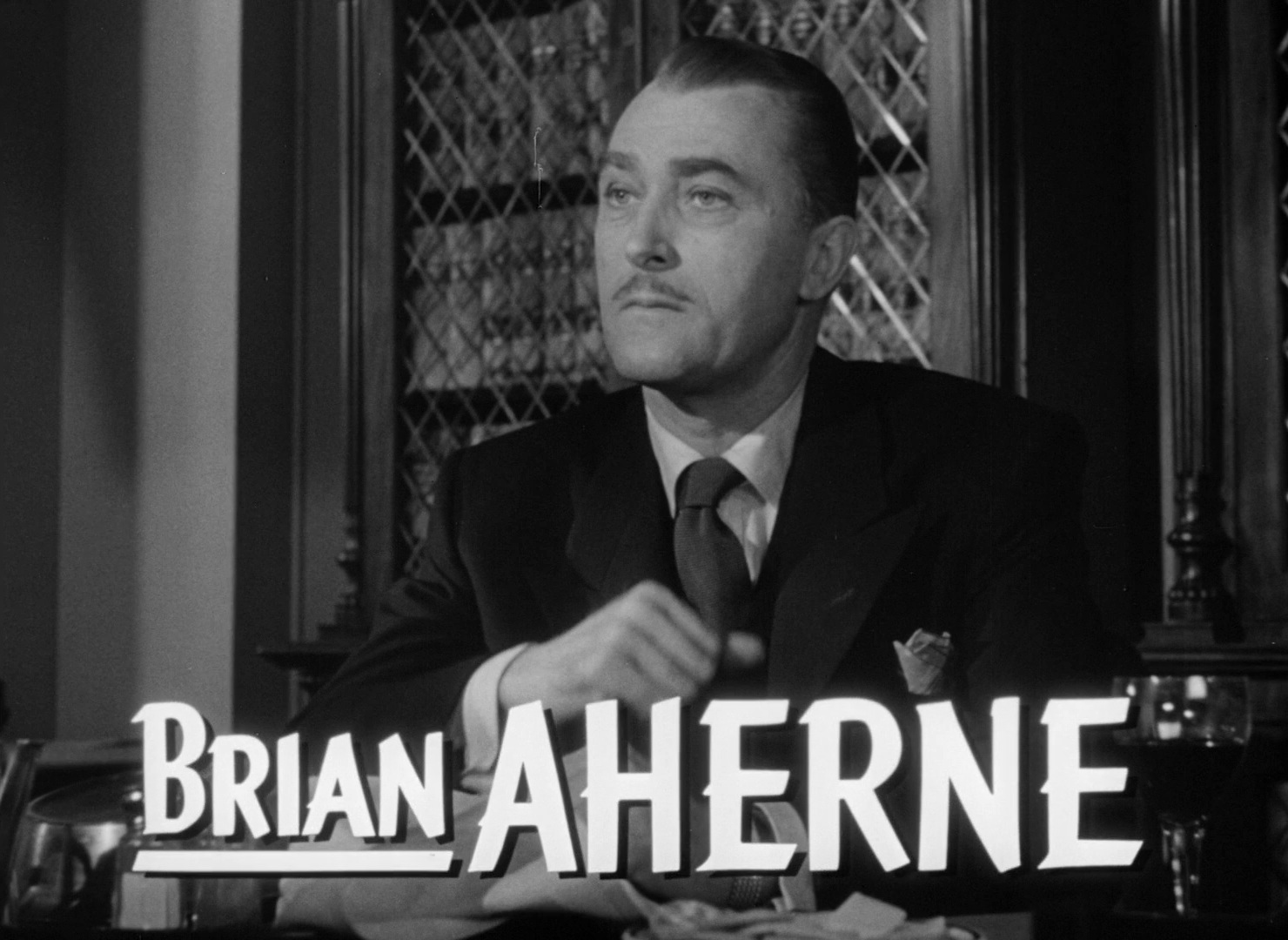
Brian Aherne.

- Montgomery Clift (VF : René Arrieu) : père Michael William Logan (Marcel en VF)
- Anne Baxter (VF : Vivette Galy) : Ruth Grandfort (Rose en VF)
- Karl Malden (VF : Robert Dalban) : Inspecteur Larrue
- Brian Aherne (VF : Marc Valbel) : Willy Robertson
- Roger Dann (VF : Claude Bertrand) : Pierre Grandfort
- Charles Andre (VF : Christian Argentin) : père Millars
- O.E. Hasse (VF : Camille Guérini) : Otto Keller
- Dolly Haas (VF : Cécile Dylma) : Alma Keller
- Judson Pratt : Murphy
- Ovila Légaré : Villette
- Gilles Pelletier : Frère Benoit
- Donat Lauzier : Officier de la SQ
- Charles-E. Casista :  Officier de la SQ

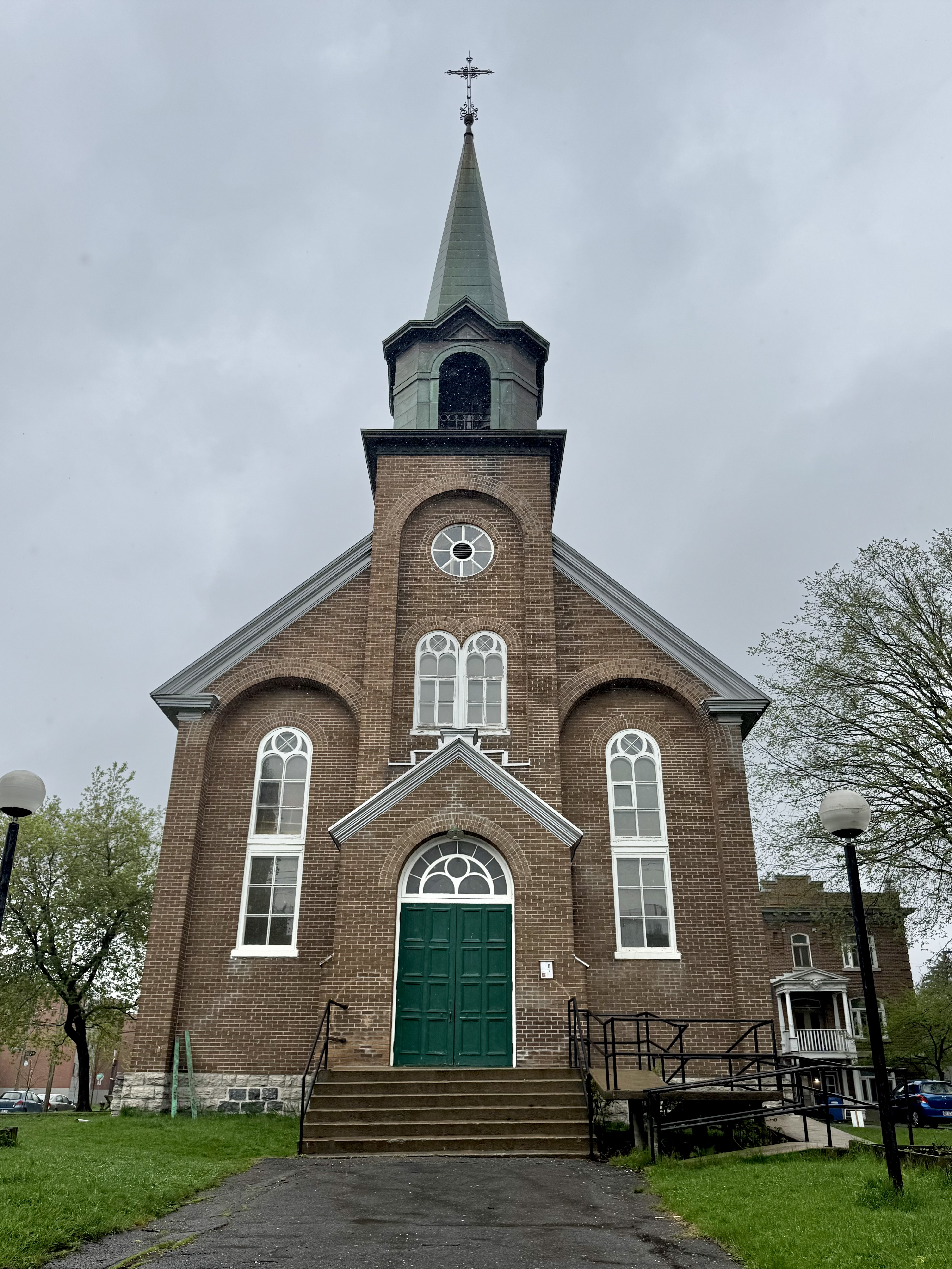
Façade de l’église Saint-Zéphirin de Stadacona à Québec

## Production
Dans une étape initiale du script, version assez vite abandonnée sous la pression de la Warner, Logan était condamné à mort, exécuté et son innocence n'était prouvée qu'après sa mort.
Pour leur seul film ensemble, Montgomery Clift et Hitchcock s'entendirent plutôt mal, le réalisateur ne lui donnant que peu d'indications pour son jeu.
Les scènes extérieures furent entièrement tournées dans la ville de Québec alors que les scènes intérieures furent tournées dans les studios d'Hollywood. Il était plutôt rare à cette époque qu'un film américain avec une distribution majoritairement américaine soit tourné ailleurs qu'aux États-Unis. Rares sont les films de cette époque tournés à Québec. La nécessité d'une ville à large majorité catholique peut avoir été une des raisons du choix de ce lieu de tournage.
Deux fillettes québécoises furent également choisies pour faire partie de la distribution : Renée Hudon et Carmen Gingras.
Durant la première du film, le 12 février 1953 à Québec, Hitchcock fut furieux que cinq minutes de son film fussent coupées sans son autorisation par le Bureau de censure cinématographique et annula la rencontre qu'il devait avoir avec Mgr Maurice Roy, ajoutant que les Québécois seraient les seuls au monde à ne pas voir le « vrai film » plutôt qu'un « film mutilé ».

## Analyse
Inspiré de la pièce française du début du XXe siècle, Nos deux consciences de Paul Anthelme, le film n'a pas eu le succès qu'avait remporté le précédent film d'Hitchcock, L'Inconnu du Nord-Express, malgré ce qui peut être jugé comme un suspense digne de ses plus grands chefs-d'œuvre et une intrigue prenante : l'opposition entre le désir de ne pas trahir son engagement spirituel et celui de prouver son innocence. Une des raisons du peu de succès aux États-Unis peut se trouver dans le fait que l'arrière-plan religieux aux États-Unis est principalement protestant et donc ignorant des règles de la confession catholique.
On note aussi que, malgré le fait qu'il se déroule à Québec, ville francophone, le film est tourné majoritairement en anglais, avec seulement certaines scènes en français, qui, de plus, est le français normatif à l'accent métropolitain, et pas celui du Québec. À cette époque, on ne parlait pas en français québécois dans les films non-documentaires.

## Distinctions
Le film a été présenté en sélection officielle en compétition au Festival de Cannes 1953.

## Postérité
Le film Le Confessionnal de Robert Lepage (1995) fait constamment et ouvertement référence à I Confess.

## Vidéographie
- zone 2 : La Loi du silence, Warner Bros. Entertainment, 2004,  (EAN 7-321950-318636). – Contient le documentaire Les confessions d'Hitchcock - Un regard sur la Loi du silence, de Laurent Bouzereau (20 min), ainsi qu'un court document d'archive sur la première mondiale du film à Québec et la bande-annonce en anglais.